# Zatoka Elbląska
Zatoka Elbląska – płytka zatoka będąca częścią Zalewu Wiślanego. Jest położona między znajdującą się na obszarze Żuław Elbląskich Wyspą Nowakowską a wzniesieniami Wysoczyzny Elbląskiej na wschodzie. Części linii brzegowej zatoki są objęte Parkiem Krajobrazowym Wysoczyzny Elbląskiej i rezerwatem Zatoka Elbląska. Do zatoki uchodzi rzeka Elbląg. Wschodnim brzegiem zatoki prowadzi zawieszona obecnie nadzalewowa linia kolejowa Elbląg-Tolkmicko-Frombork-Braniewo.
Miejscowości nad zatoką to Kamionek Wielki i Jagodno